# Liste der Biografien/Bergh
Liste der Biografien |
Portal Biografien |
Personensuche
# |
A |
B |
C |
D |
E |
F |
G |
H |
I |
J |
K |
L |
M |
N |
O |
P |
Q |
R |
S |
T |
U |
V |
W |
X |
Y |
Z |
?
 
Ba |
Be |
Bd |
Bg |
Bh |
Bi |
Bj |
Bl |
Bm |
Bn |
Bo |
Br |
Bs |
Bu |
Bw |
By |
Bz
 
Bea–Beb |
Bec |
Bed |
Bee |
Bef |
Beg |
Beh |
Bei |
Bej |
Bek |
Bel |
Bem |
Ben |
Beo |
Bep |
Beq |
Ber |
Bes |
Bet |
Beu |
Bev |
Bew |
Bex |
Bey |
Bez
 
Bera |
Berb |
Berc |
Berd |
Bere |
Berf |
Berg |
Berh |
Beri |
Berj |
Berk |
Berl |
Berm |
Bern |
Bero |
Berq |
Berr |
Bers |
Bert |
Beru |
Berv |
Berw |
Berx |
Bery |
Berz
 
Berga |
Bergb |
Bergc |
Bergd |
Berge |
Bergf |
Bergg |
Bergh |
Bergi |
Bergj |
Bergk |
Bergl |
Bergm |
Bergn |
Bergo |
Bergq |
Bergr |
Bergs |
Bergt |
Bergu |
Bergv |
Bergw
Die Liste der Biografien führt alle Personen auf, die in der deutschsprachigen Wikipedia einen Artikel haben. Dieses ist eine Teilliste mit 129 Einträgen von Personen, deren Namen mit den Buchstaben „Bergh“ beginnt.

## Bergh
- Bergh gen. von Trips, Max Clemens (1850–1921), deutscher Rittergutsbesitzer und Politiker
- Bergh, Alberich (1677–1736), deutscher römisch-katholischer Geistlicher, Abt der Abtei Marienstatt
- Bergh, Anton (1828–1907), norwegischer Offizier und Ingenieur, Landschaftsmaler der Düsseldorfer Schule
- Bergh, Dave van den (* 1976), niederländischer Fußballspieler
- Bergh, Edvard (1828–1880), schwedischer Landschaftsmaler der Düsseldorfer Schule sowie Notar
- Bergh, Éléonore de (1613–1657), belgisch-französische Aristokratin
- Bergh, Ernst van den (1873–1968), deutscher Polizeioffizier
- Bergh, Eva (1926–2013), norwegische Schauspielerin
- Bergh, Friedrich von dem (1559–1618), militärischer Befehlshaber in spanischen Diensten während des Achtzigjährigen Kriegs
- Bergh, Gertrude van den (1794–1840), deutsch-niederländische Pianistin, Chorleiterin und Komponistin
- Bergh, Gunnar (1909–1986), schwedischer Diskuswerfer und Kugelstoßer
- Bergh, Hans (* 1970), schwedischer Fußballspieler
- Bergh, Heinrich von dem (1573–1638), spanischer General
- Bergh, Hendrik van den (1914–1997), südafrikanischer Polizist
- Bergh, Henry (1813–1888), US-amerikanischer Reformer und Diplomat
- Bergh, Herman van den (1897–1967), niederländischer Dichter, Journalist, Romanist und Italianist
- Bergh, Hermann von dem (1558–1611), Reichsgraf von dem Bergh
- Bergh, Johannes Gregorius van den (1824–1890), niederländischer Ingenieur und Minister
- Bergh, Johannes van den (* 1986), deutscher FußballspielerJohannes van den Bergh (* 1986)

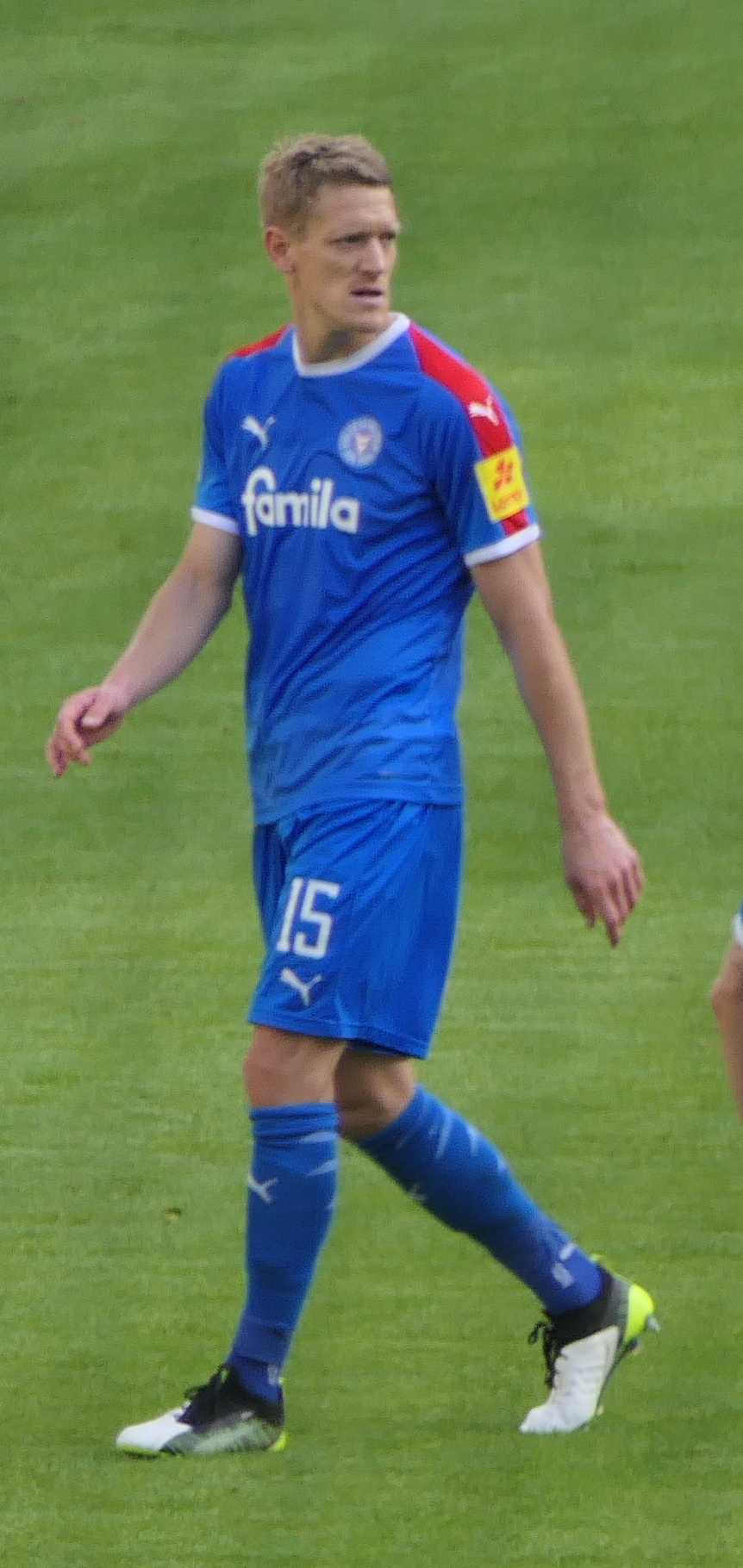
Johannes van den Bergh (* 1986)

- Bergh, Jöran (* 1941), schwedischer Mathematiker
- Bergh, Joris van den (1882–1953), niederländischer Sportjournalist und Buchautor
- Bergh, Kåre Magnus (* 1978), norwegischer Moderator und bildender Künstler
- Bergh, Nicklas (* 1982), schwedischer Fußballtorhüter
- Bergh, Oswald I. von dem (1442–1506), Graf von dem Bergh
- Bergh, Oswald III. von dem (1561–1586), Offizier während des Achtzigjährigen Kriegs
- Bergh, Richard (1858–1919), schwedischer Künstler
- Bergh, Ricky van den (* 1980), niederländischer Fußballspieler
- Bergh, Rikard (* 1966), schwedischer Tennisspieler
- Bergh, Roger van den, belgischer Rechtswissenschaftler
- Bergh, Rudolph Sophus (1859–1924), dänischer Komponist
- Bergh, Samuel Johannes van den (1814–1868), niederländischer Drogist und Dichter
- Bergh, Sidney J. van den (1898–1977), niederländischer Politiker, Manager und Reserveoffizier
- Bergh, Sidney van den (* 1929), kanadischer Astronom
- Bergh, Simon van den (1819–1907), niederländischer Unternehmer
- Bergh, Solko van den (1854–1916), niederländischer Sportschütze
- Bergh, Svante (* 1943), schwedischer Generalmajor
- Bergh, Totti (1935–2012), norwegischer Jazzmusiker
- Bergh, Viktor (* 1999), schwedischer Fußballspieler
- Bergh, Wilhelm IV. von dem (1537–1586), Reichsgraf von dem Bergh, Statthalter von Gelderland und Zutphen
- Bergh, Wolfgang von (1921–2015), deutscher Generalleutnant der Luftwaffe der Bundeswehr

### Bergha
- Berghagen, Lasse (1945–2023), schwedischer SchlagersängerLasse Berghagen (1945–2023)

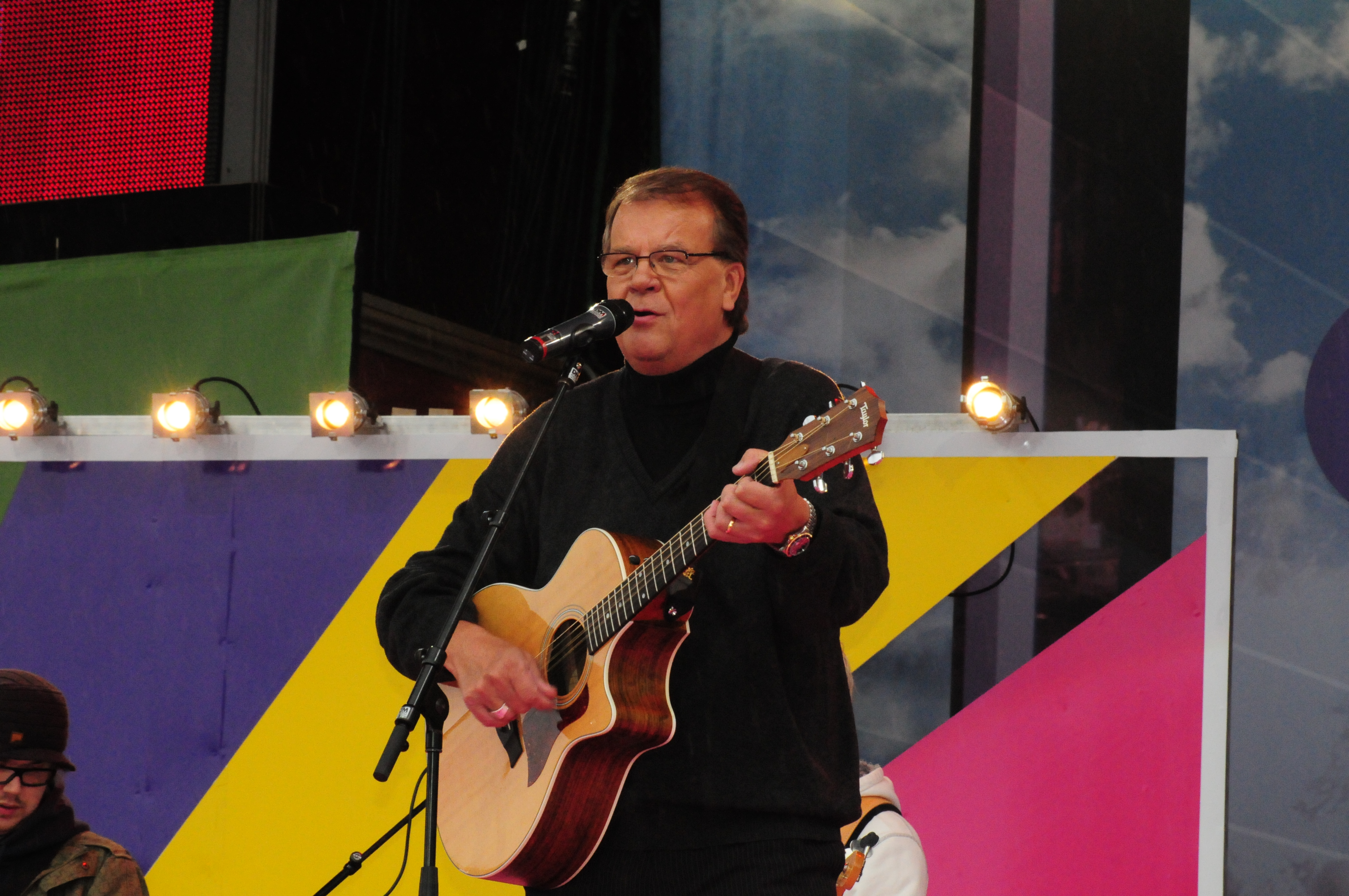
Lasse Berghagen (1945–2023)

- Berghahn, Cord-Friedrich (* 1969), deutscher Literaturwissenschaftler
- Berghahn, Jürgen (* 1960), deutscher Politiker (SPD), MdL
- Berghahn, Klaus L. (1937–2019), deutscher Literaturwissenschaftler
- Berghahn, Sabine (* 1952), deutsche Soziologin und Sozialpolitikerin
- Berghahn, Volker (* 1938), deutscher Historiker
- Berghamer, Anton (1878–1934), österreichischer Landwirt, Industrieller und Politiker, Landtagsabgeordneter
- Berghammer, Franz (1913–1944), österreichischer Feldhandballspieler
- Berghammer, Fritz (* 1991), deutscher Eishockeytorwart
- Berghammer, Jo (* 1953), deutscher Fotokünstler und Fotojournalist
- Berghammer, Johann (1917–1975), oberösterreichischer Politiker (SPÖ), oberösterreichischer Landtagsabgeordneter
- Berghammer, Karin (* 1961), österreichische Regisseurin und Produzentin
- Berghammer, Ulla (1887–1957), deutsche Politikerin
- Berghamn, Nils (1933–2017), schwedischer Fußballspieler und -trainer
- Berghauer, Hiroko (1936–2003), japanisches Fotomodell
- Berghaus, Alexander (* 1952), deutscher HNO-Arzt und Hochschullehrer
- Berghaus, Bernhard (1896–1966), deutscher Unternehmer
- Berghaus, Ernst Peter (* 1949), deutscher Triathlet
- Berghaus, Heinrich (1797–1884), deutscher Kartograph und Geograph
- Berghaus, Heinz (1899–1966), deutscher Sänger (Bassbariton) und Schauspieler
- Berghaus, Hermann (1828–1890), deutscher Kartograf
- Berghaus, Jann (1870–1954), deutscher Politiker (FVP, DDP, FDP), Regierungspräsident und MdLJann Berghaus (1870–1954)

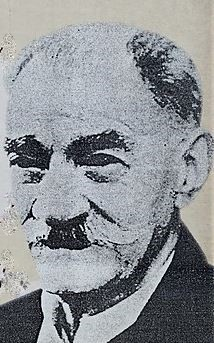
Jann Berghaus (1870–1954)

- Berghaus, Jürgen (* 1953), deutscher Fußballspieler
- Berghaus, Margot (* 1943), deutsche Sozial- und Kommunikationswissenschaftlerin
- Berghaus, Max (* 1963), deutscher Musiker und Komponist
- Berghaus, Mimke (1899–1955), deutscher Jurist und Verwaltungsbeamter
- Berghaus, Peter (1919–2012), deutscher Numismatiker
- Berghaus, Ruth (1927–1996), deutsche Regisseurin und ChoreografinRuth Berghaus (1927–1996)

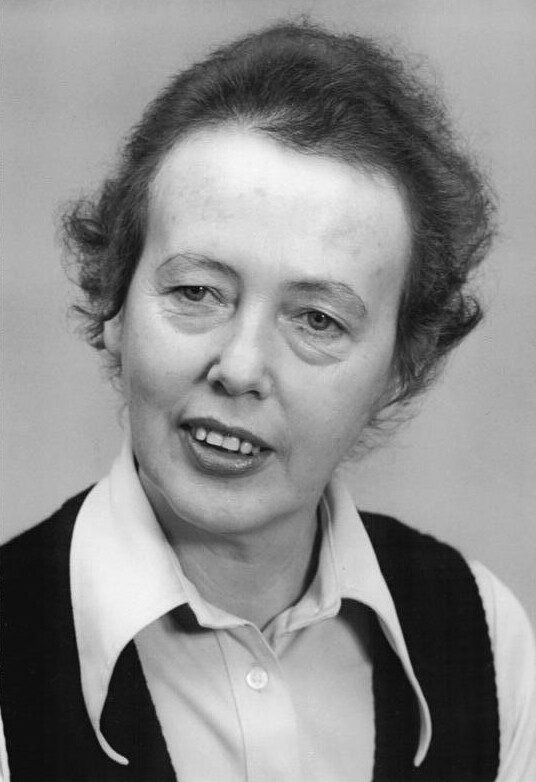
Ruth Berghaus (1927–1996)

- Berghaus, Siegfried (* 1945), deutscher Politiker (CDU)
- Berghaus-Sprengel, Anke (* 1962), deutsche Bibliothekarin
- Berghausen, Alfred (1889–1954), deutscher Fußballspieler
- Berghausen, Tana (1942–1943), jüdisches Mädchen, welches im Namen des NS-Regimes im KZ Auschwitz-Birkenau von SS-Männern ermordet wurde
- Berghäuser, Hans (1919–2012), deutscher Politiker (SPD), MdL
- Berghäuser, Laura, deutsche Schauspielerin

### Berghe
- Berghe von Trips, Adolf Karl Sigismund († 1773), General der Kavallerie und Chef eines Dragonerregiments in Diensten der Generalstaaten der vereinigten Niederlande
- Berghe von Trips, Wolfgang Graf (1928–1961), deutscher Automobilrennfahrer
- Berghegger, André (* 1972), deutscher Politiker (CDU)
- Bergheim, Erika (* 1961), deutsche Köchin
- Bergheim, Julian (* 1979), deutscher Medienkünstler
- Bergheim, Kristian (1926–2010), norwegischer Jazz-Tenorsaxophonist und Bandleader
- Bergheim, Rüdiger von († 1258), Bischof von Chiemsee; Bischof von Passau
- Bergheim, Stani (* 1984), deutscher Fußballspieler
- Berghen, Julia van den (* 1995), deutsche Volleyballspielerin
- Berghes, Alphonsus de (1624–1689), katholischer Theologe und Erzbischof von Mechelen
- Berghes, Carl de (1782–1869), deutscher Baumeister, Geodät und Kartograf, Oberst einer mexikanischen Bürgerwehr und Autor
- Berghes, Ferry von (1910–1981), deutscher Jurist, Manager und Politiker (FDP)
- Berghes, Georg Ludwig von († 1743), Fürstbischof von Lüttich
- Berghes, Guillaume de (1551–1609), Jurist, Philosoph sowie Bischof von Antwerpen und Cambrai
- Berghes, Maximilian de († 1570), römisch-katholischer Theologe und Bischof

### Berghi
- Berghianu, Maxim (1925–2005), rumänischer Politiker (PCR)
- Berghii, Anna (* 1993), moldauische Leichtathletin
- Berghii, Xenia (* 2004), moldauische Leichtathletin

### Berghm
- Berghman, Arvid (1897–1961), schwedischer Heraldiker und Versicherungsbeamter
- Berghmans, Ingrid (* 1961), belgische Judoka

### Bergho
- Berghoef, Johannes Fake (1903–1994), niederländischer Architekt
- Berghoeffer, Christian Wilhelm (1859–1938), deutscher Bibliothekar
- Berghof, Herbert (1909–1990), österreichisch-US-amerikanischer Schauspieler, Regisseur und Schauspiellehrer
- Berghof, Karl (1881–1967), deutscher Bildhauer und Designer
- Berghof-Becker, Margit (* 1959), deutsche Politikerin (SPD), MdL
- Berghofer, Chuck (* 1937), amerikanischer Jazz- und Studiomusiker
- Berghofer, Franz Xaver Amand (1745–1825), österreichischer Schriftsteller, Pädagoge, Philosoph
- Berghofer, Gerd (* 1967), deutscher Autor
- Berghofer, Wolfgang (* 1943), deutscher Politiker (SED), FDJ-Funktionär und Oberbürgermeister von Dresden
- Berghofer-Weichner, Mathilde (1931–2008), deutsche Juristin und Politikerin (CSU), MdL
- Berghoff, Dagmar (* 1943), deutsche Hörfunk- und FernsehmoderatorinDagmar Berghoff (* 1943)

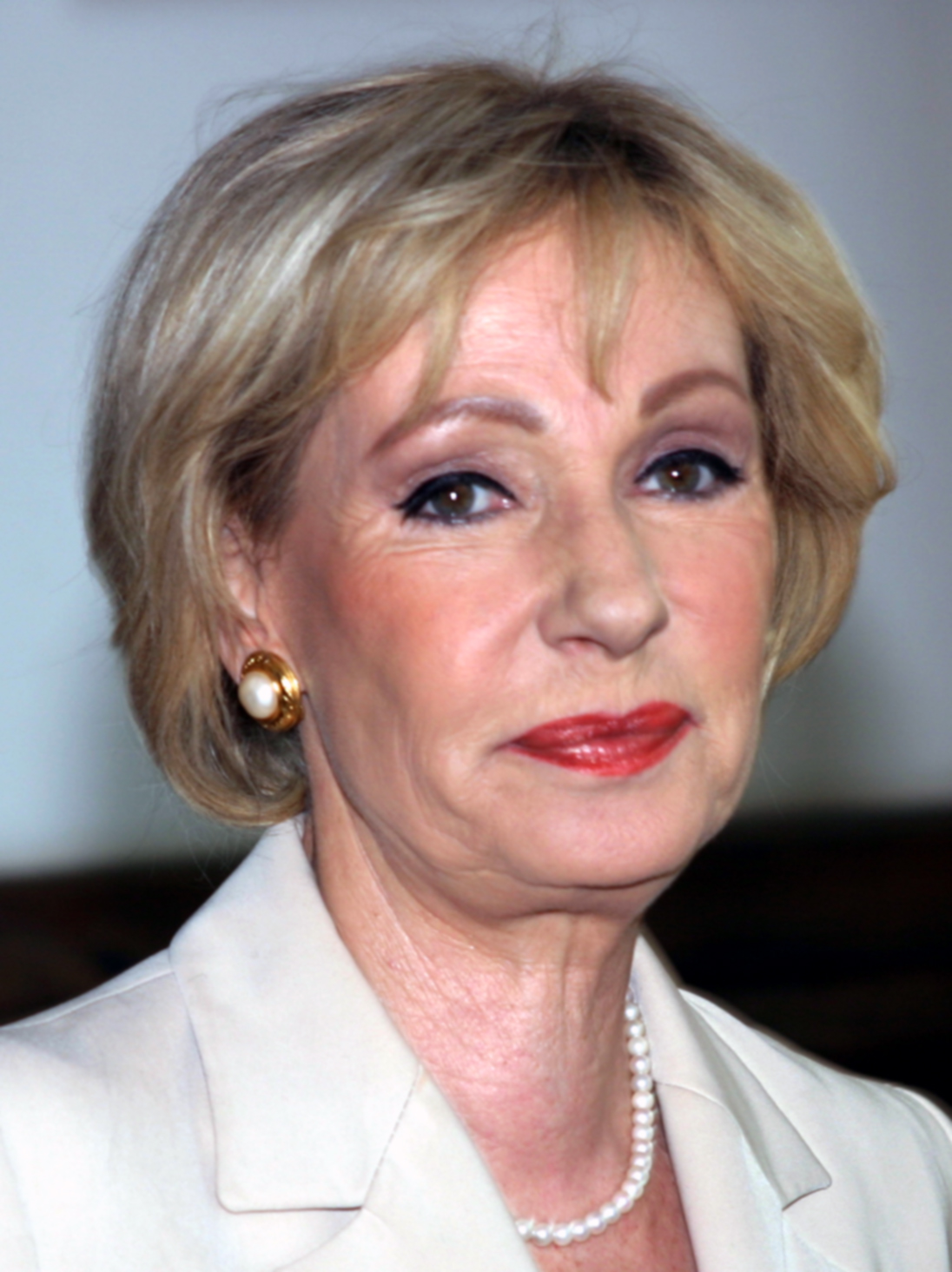
Dagmar Berghoff (* 1943)

- Berghoff, Friedrich Ernst (* 1914), deutscher Schriftsteller und Mitarbeiter des Bundesamtes für Verfassungsschutz
- Berghoff, Hartmut (* 1960), deutscher Wirtschafts- und Sozialhistoriker
- Berghoff, Joseph Ernst (* 1888), deutscher Romanist
- Berghoff, Robert (* 1949), deutscher Kameramann
- Berghoff, Thomas (* 1957), deutscher Brigadegeneral der Bundeswehr
- Berghoff-Ising, Franz (1858–1920), deutscher Nationalökonom und Hochschullehrer
- Berghold, Franz (1948–2023), österreichischer Mediziner
- Bergholm, Kalle (1922–1985), schwedischer Kameramann
- Bergholt, Emil Siersbæk (* 1997), dänischer Handballspieler
- Bergholter, Wilhelm (1897–1982), deutscher Jurist und Ministerialbeamter (NSDAP)
- Bergholtz, Gerard (* 1939), niederländischer Fußballspieler und -trainer
- Bergholtz, Marcus (* 1989), schwedischer Fußballspieler
- Bergholz, Albert (1892–1957), deutscher Politiker (SPD), MdR
- Bergholz, Friedrich Wilhelm von (* 1699), holsteinischer Kammerjunker, der Kammerherr des späteren russischen Zaren Peter III. war (1739–1746)
- Bergholz, Keno, deutscher Moderator, Musiker und Multiinstrumentalist
- Bergholz, Olga Fjodorowna (1910–1975), russische Schriftstellerin
- Bergholz, Paul (1845–1909), deutscher Meteorologe
- Bergholz, Richard Alexandrowitsch (1865–1920), russischer Maler
- Bergholz, Wilfried (* 1953), deutscher Journalist, Kinderpsychologe und Schriftsteller
- Berghout, Isabel (* 1987), deutsch-niederländische Schauspielerin
- Berghout, Phia (1909–1993), niederländische Harfenistin

### Berghu
- Berghuis, Bell (* 1985), niederländische Snowboarderin
- Berghuis, Frank (* 1967), niederländischer Fußballspieler
- Berghuis, Steven (* 1991), niederländischer FußballspielerSteven Berghuis (* 1991)

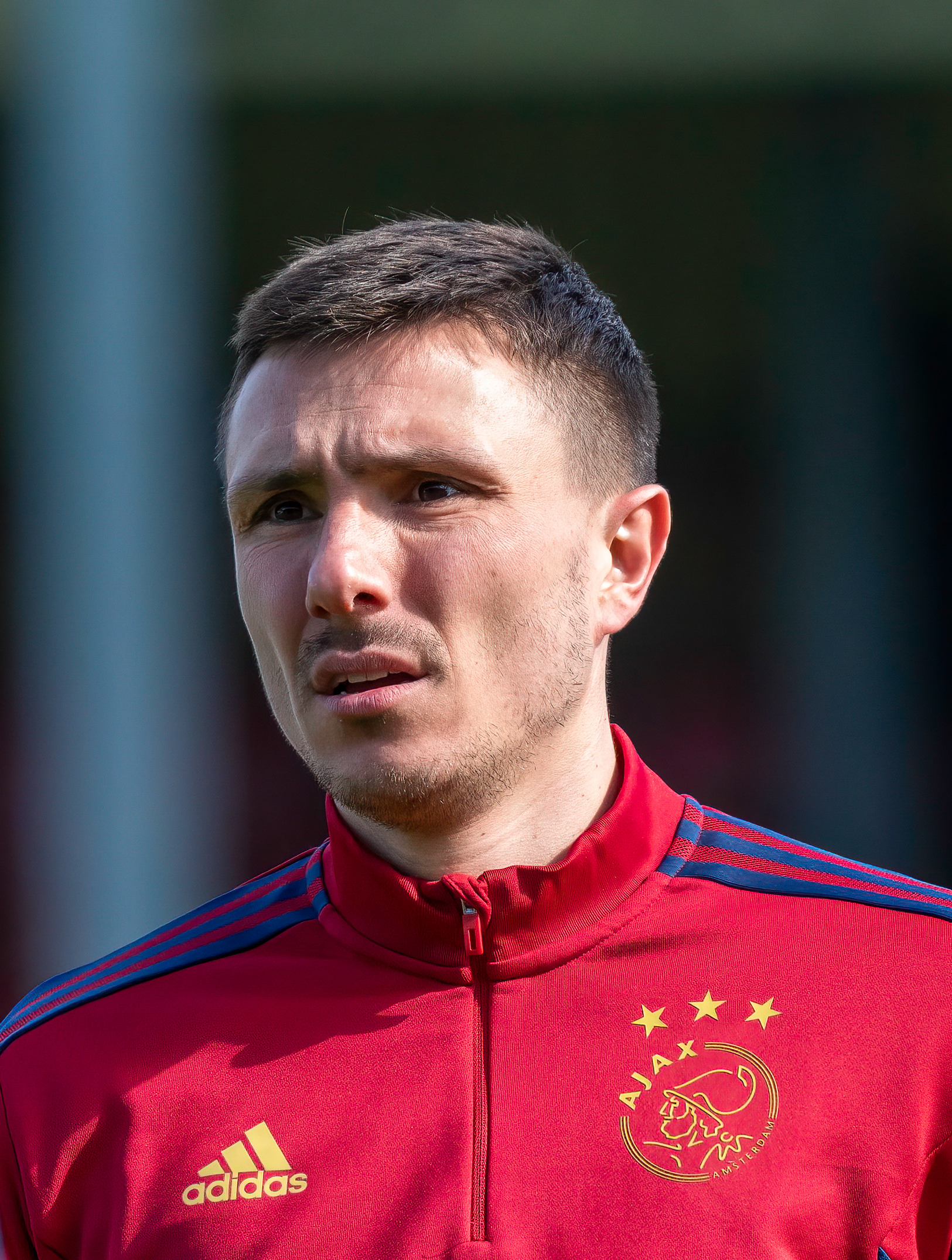
Steven Berghuis (* 1991)